# Moosa Moolla
Moosa Moolla (n. 1934) és un activista i diplomàtic sud-africà d'origen indi. Membre del Congrés Nacional Africà, Moolla va ser un dels detinguts i acusats durant el conegut com a Judici per Traïció, realitzat el 1956, i en el qual va ser considerat no culpable, com la resta dels encausats.
El 1961, va ser arrestat de nou per incitar al maig d'aquell any a seguir la protesta queda't a casa, que buscava realitzar una vaga per pressionar el govern apartheid. El maig de 1963 tornaria a ser arrestat, aquest cop sota la llei dels 90 dies. No obstant, l'11 d'agost següent, juntament amb altres presos, fugiria de la presó després de subornar un jove guardià. A causa dels seus orígens, mentre restava a l'exili va servir com a representant de l'ANC a l'Àsia, establint-se a l'Índia. Following independence, he became the first South African ambassador to Iran.